# Alexandre Balthazar Laurent Grimod de La Reynière

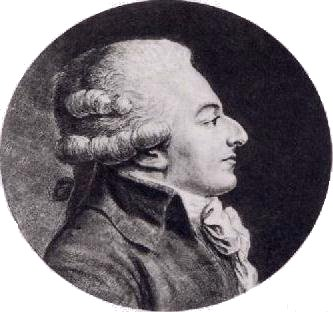
Grimod de La Reynière

Alexandre-(Balthazard)-Laurent Grimod de La Reynière (20 noiembrie [septembrie?] 1758, Paris – 25 decembrie 1837), instruit ca avocat, a dobândit faimă în timpul domniei lui Napoleon prin stilul său de viață extravagant ce îmbina plăcerile gastronomice cu cele senzuale. Fiu al lui Laurent Grimod de La Reynière, a moștenit averea familiei la moartea tatălui său, un fermier général, în 1793. El a fost un membru al Société du Caveau.

## Biografie
Deși tatăl său a construit o casă elegantă în Paris, cu o grădină care dădea înspre bosquets de Champs-Élysées și organiza mese fastuoase, tânărul Grimod s-a născut cu mâinile deformate și a fost ținut ascuns de oaspeți, o situație care i-a dezvoltat un spirit înțepător și un simț al umorului. Tânărul Grimod de La Reynière a început o carieră publică la întoarcerea sa de la studiile efectuate în Lausanne, colaborând la revista Journal des théâtres în 1777-1778 și continuând să scrie cronici de teatru, pe care le-a publicat el însuși ca Le Censeur Dramatique. În timpul absenței părinților săi a organizat petreceri fastuoase la Hôtel Grimod de La Reynière; tatăl său s-a întors brusc cu ocazia uneia dintre aceste petreceri și a găsit un porc îmbrăcat așezat la masă. Povestea a devenit cunoscută în Paris și a produs un scandal în familie, care a culminat cu o lettre de cachet prin care tânărul a fost dezmoștenit și închis într-o mănăstire din apropiere de Nancy, unde, la masa părintelui stareț, a început să învețe arta de a mânca bine. A fost corespondent la cronica de scandal Correspondence secrète, politique et littéraire (1790) ce relata întâmplări petrecute la Paris în timpul domniei regelui Ludovic al XVI-lea și a avut o relație cu actrița Adèle Feuchère, care a născut un copil în 1790.
Sprijinit cu ceva bani de familia lui, el a avut ideea de a cumpăra produse alimentare direct de la producător și de a le vinde într-un magazin, la un preț stabilit; el a deschis un magazin la Lyon, unde erau vândute alimente, unelte și alte mărfuri exotice. Când și-a recăpătat libertatea, după moartea tatălui său în 1792, s-a întors la Paris și a extins activitățile "société Grimod et Cie", deschizând magazine și în alte orașe franceze. S-a împăcat cu mama sa, pe care a salvat-o de la ghilotină prin relațiile sale, și a început să organizeze o serie de mese ce batjocoreau ritualul de înmormântare.

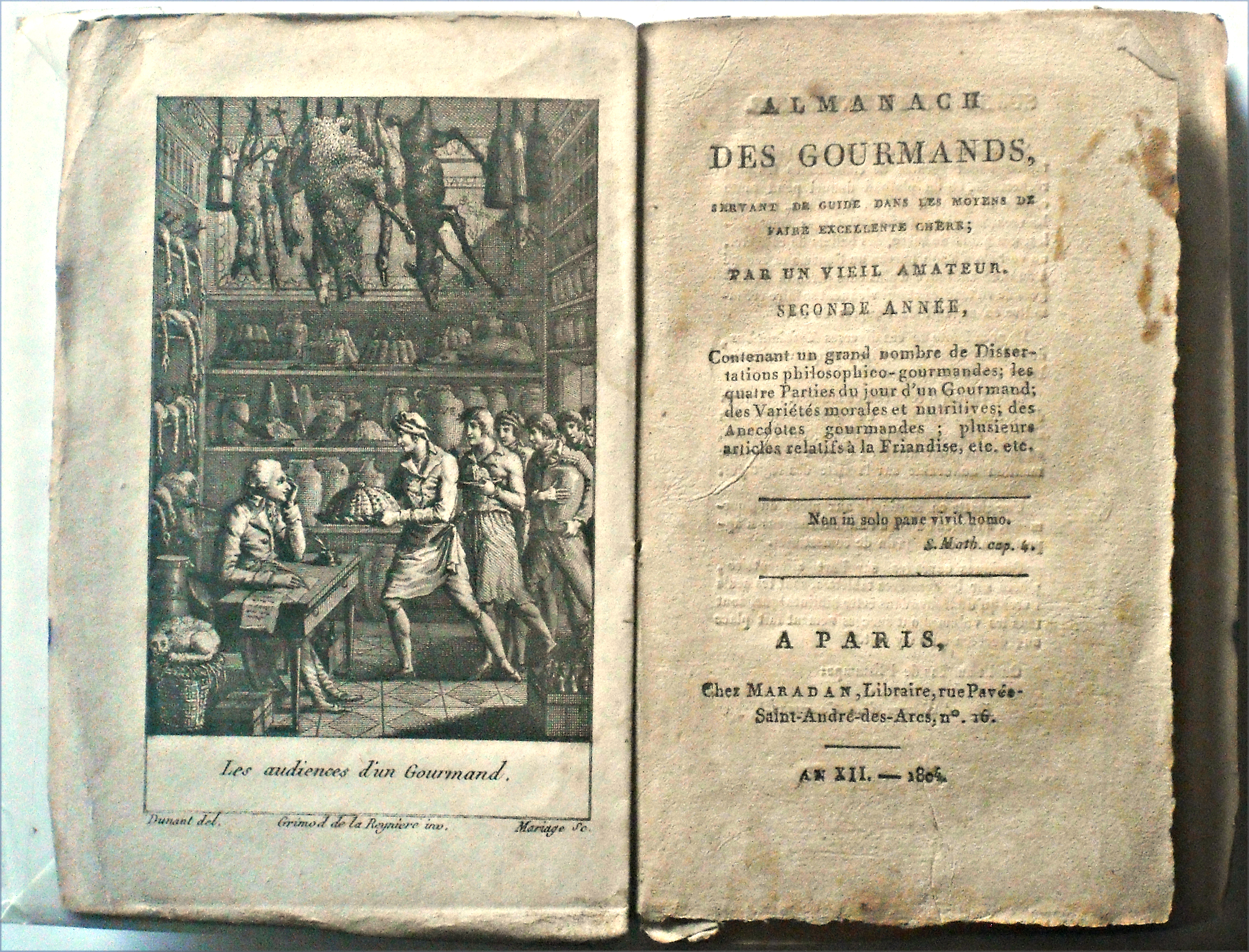
Prima pagină a lucrării Almanach des Gourmands de Grimod de la Reynière, anul 2

În calitate de prim critic public pe teme gastronomice și de prim critic al restaurantelor mari care au apărut la Paris în secolul al XVIII-lea și au înflorit sub regimul lui Napoleon, Grimod este la fel de important ca Brillat-Savarin și reprezintă o sursă de citate la fel de bogată în literatura gastronomică franceză prin cele opt volume anuale ale L'Almanach des gourmands, pe care le-a scris și publicat din 1803 până în 1812. Termenul gourmand și-a păstrat încă sensul de „lăcomie”, unul dintre cele șapte păcate de moarte, și alegerea acestui cuvânt de către Grimod, spre deosebire de "friand" care se referea la un cunoscător al mâncărurilor și vinurilor bune, a fost unul conștient; gourmand și gourmet au dobândit conotația lor modernă mai întâi în almanahurile lui Grimod, care, printre alte inovații, au fost primele ghiduri de restaurante. Succesul Almanahurilor i-a încurajat pe Grimod și pe editorii săi să publice periodicul lunar Journal des Gourmandes et des Belles, care a apărut pentru prima dată în ianuarie 1806. Consiliul de redacție era format din prieteni (acei "Dîners du Vaudeville") care se întâlneau săptămânal la Hôtel Grimod de La Reynière pentru a lua cina, ce era formată din preparate trimise prin rotație de cele mai mari restaurante din Paris, iar Grimod era gazdă și președintele grupului. Lucrarea Manuel des amphitryons (Manualul gazdelor) a apărut în 1808. Sainte-Beuve l-a numit „Părintele mesei”.
El a moștenit averea familiei la moartea mamei sale, în 1812, s-a căsătorit cu amanta sa iubită, și-a organizat anticipat propria înmormântare pentru a vedea cine va veni, apoi s-a retras la Château de Villiers-sur-Orge, în apropiere de Paris.

## Lucrări
- Alexandre Balthazar Laurent Grimod de La Reynière, Almanach des gourmands, Ed. Mercure de France, coll. Le Petit Mercure, 1 April 2003 (ISBN 2-7152-2404-4)
- Alexandre Balthazar Laurent Grimod de La Reynière, Manuel des amphitryons, (1808) Ed. Métailié, 23 noiembrie 1995 (ISBN 2-86424-025-4 ) O condensare a materialului din Almanach. versiune online